# Trypherina grisea
Trypherina grisea là một loài ruồi trong họ Tachinidae.